# Chích đớp ruồi ngực vàng
Seicercus omeiensis là một loài chim trong họ Phylloscopidae.